# SN 1991ax
SN 1991ax – supernowa typu II odkryta 24 września 1991 roku w galaktyce A030512-4146. W momencie odkrycia miała maksymalną jasność 16,50m.